# توم ديكسون
توم ديكسون (بالإنجليزية: Tom Dickson)‏ هو مدرب رياضي أمريكي، ولد في 14 يوليو 1962.